# Нзингула, Рабби
Рабби́ Нзингула́ (фр. Rabby Nzingoula; 25 ноября 2005) — конголезский и французский футболист, опорный полузащитник клуба «Страсбур».

## Клубная карьера
Приехав в академию Страсбура в возрасте 16 лет из Орлеана, Рабби Нзингула быстро стал лидером юношеского чемпионата Франции до 19 лет. Летом 2023 года подписал первый контракт. Присоединившись в сезоне 2023/2024 к команде Патрика Виейры, провёл шесть матчей за первую команду. Дебютировал в Лиге 1 против Лорьяна 18 февраля 2024 года..